# Silvia Nietante
Silvia Nietante (Genova, 22 ottobre 1990) è una calciatrice italiana, di ruolo attaccante.

## Carriera
Silvia Nietante dopo aver maturato una lunga esperienza nei campionati di secondo livello, in Serie A2 e Serie B, coglie l'occasione offertale dal Cuneo, tornato alla Serie A dopo un anno di cadetteria, per giocare per la sua prima volta in carriera nel massimo livello del campionato italiano dalla stagione entrante.
Alla sua prima stagione in maglia biancorossa condivide con le compagne un campionato di Serie A che mantiene la squadra stabile al settimo posto dalla sesta all'ultima giornata, conquistando la matematica salvezza ed evitando i play-out con il Chieti grazie alla differenza superiore a 7 punti come previsto dal regolamento. Nietante, impiegata in 18 occasioni su 22 incontri di campionato, sigla la sua prima rete in Serie A il 28 gennaio 2017, alla dodicesima giornata, siglando al 65' la rete del parziale 3-0 sulle avversarie del San Zaccaria, incontro poi terminato 3-3, alle quali si aggiungono le due al Musiello Saluzzo nel triangolare di Coppa Italia.
Con la decisione presa nell'estate 2017 dalla dirigenza del Cuneo nel cedere il titolo sportivo alla Juventus, la società svincola tutte le loro tesserate. Nietante trova un accordo con la Lavagnese per disputare con la neopromossa società ligure con sede a Lavagna il campionato di Serie B 2017-2018. Alla sua prima stagione in maglia bianconera condivide con le compagne un campionato di vertice nel girone A, terminando al terzo posto e scongiurando così la retrocessione nella rinnovata Serie C.
Rimane con la società anche dopo il cambio di denominazione, conseguenza dell'affiliazione con il Genoa maschile, tuttavia il campionato di Serie B, ora nazionale a girone unico, si rivela ostico per la squadra che non riesce a straccarsi dalle posizioni di fondo classifica. Termina il campionato al decimo posto che, secondo il regolamento, la costringe a giocarsi la permanenza in cadetteria dopo uno spareggio con la Novese, vincitrice del girone A della Serie C. L'incontro, vinte dalle avversarie per 1-0, decreta la retrocessione della squadra, tuttavia la società decide di non iscrivere la squadra al campionato successivo svincolando tutte le proprie tesserate.